# 詹姆士·伯恩

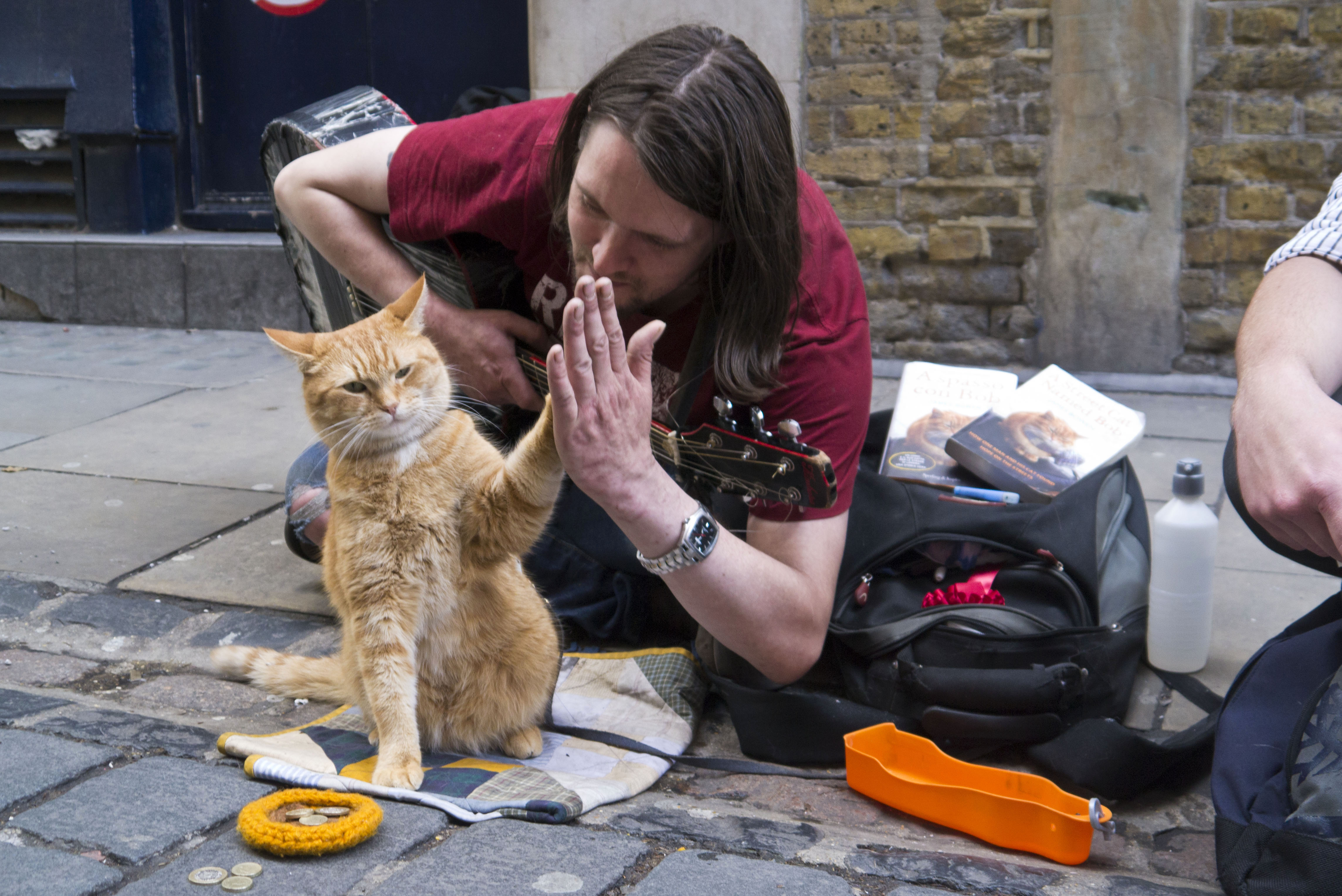
詹姆士·伯恩與Bob擊掌。

詹姆士·伯恩（英語：James Anthony Bowen；1979年3月15日—），是英國街頭藝人、作家與社運家，致力於街友與動物權利的推廣。作有自傳《遇見街貓Bob》（A Street Cat Named BOB）、《Bob又來了》（The World According to Bob）與《Bob的禮物》（A Gift from Bob）。基於前兩部作品的改編電影《遇見街貓BOB》於2017年上映，續集預定2020年12月上映。

## 生平
1979年3月，伯恩出生於薩里郡，父母在他出生前已離婚，他由母親扶養。3歲時伯恩隨母親移居澳洲。由於頻繁的搬遷，使伯恩難以融入校園生活。他於高中二年級時輟學，並被懷疑患有注意力不足過動症、思覺失調症與躁鬱症。
1997年，年僅17歲的他回到倫敦，與同父異母的妹妹和妹夫同住，但因與家人關係緊張而無法持久。隨後他流落街頭，並開始吸食海洛因。
2007年，伯恩開始服用美沙酮緩和毒癮症狀，白天於柯芬園一帶賣藝維生，晚上夜宿於托特納母的救濟住宅。一日返家，伯恩在公寓走廊上發現一隻受傷的無主貓，其身世與年齡皆不詳。伯恩以身上僅有的一點積蓄帶牠到英國皇家防止虐待動物協會尋求治療並收留牠，以美國電視劇《雙峰》中的角色殺手鮑勃為靈感，將牠取名為Bob。
在此之後，Bob常跟隨伯恩在柯芬園與皮卡地里圓環一帶表演。可愛又聰明的Bob吸引許多路人的注意，一人一貓逐漸獲得知名度。在伯恩暫時停止表演改販售《大誌雜誌》時，有人將他與Bob互動的影片上傳youtube，使他們的聲望更上層樓，進而促成出版商與伯恩簽約。他的自傳作品《遇見街貓Bob》揭露街頭生活的殘酷、自己的戒毒奮鬥史、與他和Bob共處的點點滴滴，逢出版便成為國際暢銷書。
2016年，改編電影《遇見街貓BOB》上映，劇中的伯恩由路克·索德威飾演，Bob則由牠自己飾演。
2020年年初，續集電影《Bob的禮物》殺青，Bob仍在其中飾演自己。
2020年6月13日23時左右，Bob在吃過晚餐後失蹤；15日Bob的屍體被發現，死亡地點距離伯恩的住宅半英里，死因是車禍，享年約14歲。肇事者至今不明。

## 作品
- 《遇見街貓Bob》（A Street Cat Named BOB）
- 《Bob又來了》（The World According to Bob）
- 《Bob的禮物》（A Gift from Bob）
- Bob: No Ordinary Cat
- Where in the World Is Bob?
- My Name Is Bob
- For the Love of Bob
- Bob to the Rescue
- The Little Book of Bob

## 音樂
除了寫作，伯恩另作有兩首慈善歌曲《And Then Came Bob》與《Time To Move On》，由Macaferri Music於2018年發行。

## 回響
2012年11月，《遇見街貓Bob》獲得英國非小說類國家圖書獎提名。
2014年3月，據《世界讀書日》票選，《遇見街貓Bob》在〈最具啟發性的青少年讀物〉清單中排名第七。